# Тагильцев, Борис Геннадьевич
Борис Геннадьевич Тагильцев (укр. Борис Геннадьєвич Тагільцев; род. 13 июля 1950, Славское, Дрогобычская область) — советский и украинский тренер по тяжёлой атлетике; Заслуженный тренер Украины.

## Биография
Родился 13 июля 1950 года в городе Славске Дрогобычской области Украинской ССР.
С 1967 по 1972 годы учился в Луганском педагогическом институте (ныне Луганский национальный университет имени Тараса Шевченко). По его окончании работал крепильщиком на шахте «Горская», затем занялся тренерской работой по тяжелой атлетике. С 1976 по 1984 годы был тренером по тяжелой атлетике в ДС «Юность» города Первомайска. В 1984 году переехал в город Попасная. В Попасной Борис Тагильцев продолжил тренерскую деятельность в ДСО «Локомотив». С 1986 по 1991 годы работал в профкоме вагоноремонтного завода. С 1991 по 2011 годы — в клубе «Богатырь»; с 2011 года и по настоящее время тренером — в ПГСУ «Возрождение».
Б. Г. Тагильцев за годы своей работы в Попасной воспитал более пятисот спортсменов; четверо из них стали мастерами спорта СССР и Украины (В. Доценко, И. Берестовой, С. Нестеренко, Ю. Гун), ещё четверо — мастерами спорта международного класса (А. Ивженко, А. Барыбин, М. Минченко, П. Гнатенко). Среди его воспитанников есть чемпионы СССР (Берестовой), чемпионы, призёры, обладатели Кубка Украины и Европы (Барыбин, Ивженко, Минченко, Олейник). Более 20 раз его ученики становились рекордсменами и призёрами Украины, Европы и мира. Отдельного внимания заслуживает деятельность Тагильцева с людьми, которые стали инвалидами.
За многолетний добросовестный труд и весомый вклад в развитие спорта города решением Попаснянского городского совета от 25.06.2012 № 27/5 Борису Тагильцеву было присвоено звание «Почетный гражданин города Попасная».